# 上田憲定
上田憲定（天文15年（1549）－慶長2年（1597））是戰國時代－安土桃山時代武將。後北條氏家臣。上田朝直次子、上田長則弟。別名憲直。上野介。號自藝齋。武藏松山城主。
1583年兄長則死後繼承家督。憲定致力於城下町整備和領國經營。天正18年（1590）小田原之戰作為松山城主和北條氏家臣而參與守備。北條氏政北條氏直父子居城遭豐臣秀吉大軍包圍，不久開城投降，北條氏滅亡。之後關於憲定消息不明。由族譜記載死於1597年。